# Kalimanah Wetan
Kalimanah Wetan is een bestuurslaag in het regentschap Purbalingga van de provincie Midden-Java, Indonesië. Kalimanah Wetan telt 3051 inwoners (volkstelling 2010).